# Alexander Wladimirowitsch Panow
Alexander Wladimirowitsch Panow (russisch Алекса́ндр Влади́мирович Пано́в; * 21. September 1975 in Kolpino, Sowjetunion) ist ein ehemaliger russischer Fußballspieler.

## Karriere
Der 1,65 Meter große Stürmer begann seine Karriere 1994 beim Verein Zenit Sankt Petersburg. Er hatte im Gegensatz zu den anderen Spieler ein leichteres Gewicht und war ein schneller Stürmer. Aufgrund seiner Schnelligkeit bekam er den Spitznamen "Kolpino rocket". Nachdem Jahr in der zweiten Liga des Vereines stieg er in die erste Liga auf. 1995 unterschrieb er einen Vertrag beim Verein Dynamo Wologda und wechselte ein Jahr später zum Verein Shanghai Baosteel. Nach zwei Jahren kehrte wieder zum Verein Zenit Sankt Petersburg zurück und stand für vier Jahre unter Vertrag. Im Jahr 2000 unterzeichnete er einen Vertrag beim Verein AS Saint-Étienne, doch nach kurzer Zeit verletzte er sich ernsthaft und musste die Saison vorzeitig abbrechen. Von 2001 bis zum Ende seiner Karriere 2010 war er bei diversen Vereinen unter Vertrag.
Für die Nationalmannschaft Russlands erzielte er in 17 Länderspielen vier Tore.